# 学校運営協議会
学校運営協議会（がっこううんえいきょうぎかい）とは、教育委員会が個別に指定する学校（指定学校）ごとに、当該学校の運営に関して協議するためにおかれる機関のことである（地方教育行政の組織及び運営に関する法律第47条の5第1項）。地域社会が運営に関わる公立学校（コミュニティ・スクール、地域運営学校）においては、中核をなす制度である。2016年（平成28年）4月現在、小中学校を中心に2,806校に設置されている。

## 経緯
1990年代末ごろから、日本では、世界各国におけるコミュニティ・スクールや学校評議会・学校理事会（School Council / School Board）の取り組みが紹介され、保護者や地域住民などが公立学校の運営に積極的に関わることについて注目されるようになった。
2000年（平成12年）12月22日には、「教育改革国民会議報告 －教育を変える17の提案－」が出され、それには「地域の信頼に応える学校づくりを進める」ことや「新しいタイプの学校（“コミュニティ・スクール”等）の設置を促進する」ことが含まれていた。これを受けて、新しい学校運営の制度も検討されていった。
2004年（平成16年）3月4日には、文部科学省の中央教育審議会から「今後の学校の管理運営の在り方について」という題名の答申が出された。そこでは、「保護者や地域住民が一定の権限を持って運営に参画する新しいタイプの公立学校」（地域運営学校）についても述べられ、そのような学校（地域運営学校）の運営について協議を行う組織（学校運営協議会）を設置することが必要と考えられることが記載されていた。この中央教育審議会の答申を具体化する形で、「地方教育行政の組織及び運営に関する法律」（昭和31年法律第162号）の一部が改正され、学校運営協議会は、2004年（平成16年）9月9日から法定の制度となった。

## 概要
教育委員会は、教育委員会規則で定めるところにより、所管の公立学校である幼稚園、小学校、中学校、義務教育学校、高等学校、中等教育学校、特別支援学校に対して、学校運営協議会をおく指定をすることができる。ただし、市（特別区を含む）町村の教育委員会が、職員のうちに県費負担教職員（都道府県が給与・報酬等を負担する学校職員）である者を含む学校に対して指定を行おうとするときは、あらかじめ、都道府県の教育委員会に協議しなければならない（地方教育行政の組織及び運営に関する法律第47条の5第9項）。
学校運営協議会は、当該学校の運営に関する事項について、教育委員会または校長に対して、意見を述べることができる（同条第4項）。また、当該学校の職員の採用その他の任用に関する事項については、職員の任命権者（任命する教育委員会）に対して意見を述べることができ、学校職員の任命権者は、当該職員の任用にあたっては、学校運営協議会から述べられた意見を尊重するものとされている（同条第5項、第6項）。
学校運営協議会がおかれている学校の校長は、学校運営に関して、教育課程の編成などの重要事項について基本的な方針を作成し、学校運営協議会の承認を得なければならない（同条第3項）。
学校運営協議会の委員（構成者）は、当該学校の所在する地域の住民、当該学校に在籍する幼児、児童、生徒の保護者（親権を行う者および未成年後見人）、その他教育委員会が必要と認める者について、教育委員会が任命する（同条第2項）。
なお、教育委員会は、学校運営協議会の運営が著しく適正を欠くことにより、当該学校の運営に現に著しい支障が生じ、または生ずるおそれがあると認められる場合においては、当該学校に学校運営協議会をおく指定を取り消さなければならない（同条第7項）。